# Miles McBride
Miles James McBride (Cincinnati, 8 settembre 2000) è un cestista statunitense, professionista nella NBA con i New York Knicks.

## Carriera
Dopo aver trascorso due stagioni con i West Virginia Mountaineers, nel 2021 si dichiara eleggibile per il Draft NBA, venendo chiamato con la trentaseiesima scelta assoluta dai New York Knicks.

## Statistiche

### NCAA
| Anno      | Squadra         | PG | PT | MP   | TC%  | 3P%  | TL%  | RP  | AP  | PRP | SP  | PP   |
| --------- | --------------- | -- | -- | ---- | ---- | ---- | ---- | --- | --- | --- | --- | ---- |
| 2019-2020 | WV Mountaineers | 31 | 2  | 22,2 | 40,2 | 30,4 | 74,7 | 2,4 | 1,8 | 1,1 | 0,5 | 9,5  |
| 2020-2021 | WV Mountaineers | 29 | 28 | 34,1 | 43,1 | 41,4 | 81,3 | 3,9 | 4,8 | 1,9 | 0,3 | 15,9 |
| Carriera  | Carriera        | 60 | 30 | 28,0 | 41,9 | 36,8 | 78,5 | 3,1 | 3,3 | 1,5 | 0,4 | 12,6 |

#### Massimi in carriera
- Massimo di punti: 30 vs Morehead State (19 marzo 2021)[4]
- Massimo di rimbalzi: 8 vs Iowa State (2 febbraio 2021)
- Massimo di assist: 9 vs Florida (30 gennaio 2021)
- Massimo di palle rubate: 4 (4 volte)
- Massimo di stoppate: 2 (5 volte)
- Massimo di minuti giocati: 45 vs Oklahoma (13 febbraio 2021)

### NBA

#### Regular Season
| Anno      | Squadra     | PG  | PT | MP   | TC%  | 3P%  | TL%  | RP  | AP  | PRP | SP  | PP  |
| --------- | ----------- | --- | -- | ---- | ---- | ---- | ---- | --- | --- | --- | --- | --- |
| 2021-2022 | N.Y. Knicks | 40  | 2  | 9,3  | 29,6 | 25,0 | 66,7 | 1,1 | 1,0 | 0,4 | 0,0 | 2,2 |
| 2022-2023 | N.Y. Knicks | 64  | 2  | 11,9 | 35,8 | 29,9 | 66,7 | 0,8 | 1,1 | 0,6 | 0,1 | 3,5 |
| 2023-2024 | N.Y. Knicks | 68  | 14 | 19,5 | 45,2 | 41,0 | 86,0 | 1,5 | 1,7 | 0,7 | 0,1 | 8,3 |
| 2024-2025 | N.Y. Knicks | 64  | 10 | 24,9 | 40,6 | 36,9 | 81,3 | 2,5 | 2,9 | 1,0 | 0,3 | 9,5 |
| Carriera  | Carriera    | 236 | 28 | 17,2 | 40,5 | 36,0 | 78,0 | 1,5 | 1,8 | 0,7 | 0,1 | 6,3 |

#### Playoffs
| Anno     | Squadra     | PG | PT | MP   | TC%  | 3P%  | TL%  | RP  | AP  | PRP | SP  | PP   |
| -------- | ----------- | -- | -- | ---- | ---- | ---- | ---- | --- | --- | --- | --- | ---- |
| 2023     | N.Y. Knicks | 8  | 0  | 2,5  | 25,0 | 33,3 | -    | 0,3 | 0,1 | 0,0 | 0,1 | 0,4  |
| 2024     | N.Y. Knicks | 13 | 2  | 26,7 | 43,5 | 36,8 | 83,3 | 2,2 | 1,9 | 0,5 | 0,2 | 11,0 |
| 2025     | N.Y. Knicks | 18 | 0  | 18,9 | 37,8 | 37,3 | 82,4 | 1,2 | 1,0 | 0,4 | 0,1 | 5,8  |
| Carriera | Carriera    | 39 | 2  | 18,2 | 40,8 | 36,9 | 82,8 | 1,3 | 1,1 | 0,4 | 0,1 | 6,4  |

#### Massimi in carriera
- Massimo di punti: 29 vs Toronto Raptors (27 marzo 2024)[5]
- Massimo di rimbalzi: 4 (5 volte)
- Massimo di assist: 9 vs Houston Rockets (16 dicembre 2021)
- Massimo di palle rubate: 4 vs Houston Rockets (16 dicembre 2021)
- Massimo di stoppate: 2 (2 volte)
- Massimo di minuti giocati: 46 vs Dallas Mavericks (27 dicembre 2022)

### G League
| Anno      | Squadra        | PG | PT | MP   | TC%  | 3P%  | TL%  | RP  | AP   | PRP | SP  | PP   |
| --------- | -------------- | -- | -- | ---- | ---- | ---- | ---- | --- | ---- | --- | --- | ---- |
| 2021-2022 | Westch. Knicks | 10 | 10 | 39,2 | 46,9 | 45,1 | 84,6 | 5,2 | 10,3 | 2,3 | 0,7 | 27,4 |
| 2022-2023 | Westch. Knicks | 3  | 3  | 31,1 | 60,0 | 57,1 | 75,0 | 5,0 | 9,0  | 1,7 | 0,0 | 24,3 |
| 2023-2024 | Westch. Knicks | 2  | 2  | 35,8 | 33,3 | 36,4 | 100  | 2,5 | 4,5  | 2,0 | 0,5 | 19,0 |
| Carriera  | Carriera       | 15 | 15 | 37,1 | 47,2 | 45,5 | 85,0 | 4,8 | 9,3  | 2,1 | 0,5 | 25,7 |